# Cystorchis ogurae
Cystorchis ogurae är en orkidéart som först beskrevs av Takasi Tuyama, och fick sitt nu gällande namn av Paul Ormerod och Phillip James Cribb. Cystorchis ogurae ingår i släktet Cystorchis, och familjen orkidéer. Inga underarter finns listade i Catalogue of Life.